# Desmomys
Desmomys es un género de roedores miomorfos de la familia Muridae propios de Etiopía.

## Especies
Se reconocen las siguientes especies:
- Desmomys harringtoni (Thomas, 1902)
- Desmomys yaldeni Lavrenchenko, 2003